# Pedicularis yui
Pedicularis yui är en snyltrotsväxtart som beskrevs av Hui Lin Li. Pedicularis yui ingår i släktet spiror, och familjen snyltrotsväxter. Utöver nominatformen finns också underarten P. y. ciliata.